# Аппий Клавдий Пульхр (военный трибун)
А́ппий Кла́вдий Пульхр (лат. Appius Claudius Pulcher; погиб, по одной из версий, 3 ноября 82 года до н. э., близ Рима, Римская республика) — древнеримский военный деятель из патрицианского рода Клавдиев Пульхров, военный трибун 87 года до н. э. Согласно Плутарху, принимал участие в гражданской войне 83—82 годов до н. э. на стороне сулланской «партии» и погиб во время стычек близ Коллинских ворот.

## Биография
Аппий происходил из патрицианского рода Клавдиев Пульхров; его отцом, по разным версиям, мог являться либо консул 92 года до н. э. Гай Клавдий Пульхр, либо консул-суффект 130 года до н. э., носивший преномен Аппий или Гай. В последнем случае у Аппия мог быть приёмный брат — неудачливый главнокомандующий римской армией на начальной стадии восстания Спартака. 
Во время гражданской войны 88—87 годов до н. э. служил военным трибуном на стороне сенатской «партии»: по приказу консулов Гнея Октавия и Луция Корнелия Мерулы охранял Яникул. Из благодарности за некогда оказанную ему услугу Аппий открыл ворота Яникула войску марианцев. Вероятно, идентичен Аппию Клавдию, который погиб в 82 году до н. э. возле Коллинских ворот, защищая Рим от самнитов.